# عبد الرحمن منزل
عبد الرحمن منزل (ولد في 8 يوليو 2000 في المنامة، البحرين) لاعب كرة قدم بحريني يجيد اللعب في مركز الوسط الأيسر. يلعب حاليا لصالح النجمة البحريني منذ 2018.